# Riudaura
Riudaura è un comune spagnolo di 401 abitanti situato nella comunità autonoma della Catalogna.